# Djoser
Djoser, Djeser o Netjerikhet fou un faraó de la dinastia III de l'antic Egipte. El seu nom Nesut-biti fou Sesen i és el Soiphis de Manethó. El seu nom d'Horus fou Sa. Se n'han trobat molt poques restes.

## Identitat

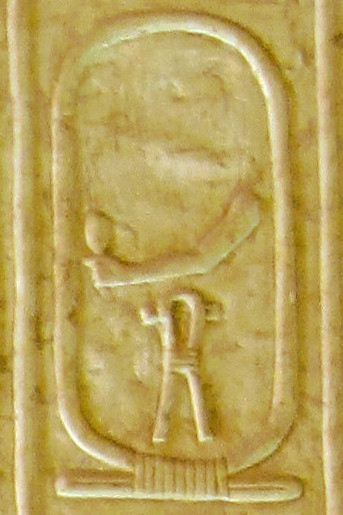
Nom del cartutx...djeser-sah a la llista de reis d'Abydos. Observeu la part superior del cartutx, que mostra signes de jeroglífics esborrats.

L'estàtua de pedra calcària pintada de Djoser, ara al Museu Egipci del Caire, és l'estàtua egípcia de mida natural més antiga coneguda.  Avui, al lloc de Saqqara on es va trobar, han posat una còpia en guix en lloc de l'original. L'estàtua va ser descoberta durant les excavacions del Servei d'Antiguitats de 1924-1925.
En les inscripcions contemporànies, s'anomena pel seu nom d'Horus Netjerikhet, que significa diví del cos. Fonts posteriors, que inclouen una referència del Nou Regne a la construcció, ajuden a confirmar que Netjerikhet i Djoser són la mateixa persona.
Mentre que Manetó anomena Necherophes i la llista de reis de Torí anomena Nebka com el primer governant de la Tercera Dinastia, molts egiptòlegs creuen ara que Djoser va ser el primer rei d'aquesta dinastia, assenyalen que l'ordre en què s'esmenten alguns predecessors de Quèops al Papir Westcar suggereix Nebka s'ha de col·locar entre Djoser i Huni, no abans de Djoser. Més significativament, l'egiptòleg anglès Toby Wilkinson ha demostrat que els segells d'enterrament trobats a l'entrada de la tomba de Khasekhemui a Abidos només diuen Djoser, en lloc de Nebka. Això dona suport a l'opinió que va ser Djoser qui va enterrar i, per tant, va succeir directament a Khasekhemwy, en lloc de Nebka.
El seu nom està escrit tres vegades: a serekhs en gerres de pedra trobades a les galeries de Saqqara del complex de Djoser, explorat per Zakaria Goneim durant la dècada de 1950. Swelim pensa que va poder regnar una vintena d'anys. Se l'esmenta a la llista d'Abidos i al Papir de Torí.

## Família
Djoser està vinculat a Khasekhemui, l'últim rei de la Segona Dinastia d'Egipte, a través de la seva dona, la reina Nimaathap (Nimaat-hap) mitjançant segells trobats a la tomba de Khasekhemui i a Beit Khallaf. El segell d'Abydos anomena Nimaat-hap com la mare dels fills del rei, Nimaat-hap. A la mastaba K1 de Beit Khallaf, la mateixa persona s'esmenta com la mare del rei dual. La datació d'altres segells al lloc de Beit Khallaf els situa al regnat de Djoser. Aquesta evidència suggereix que Khasekhemui és el pare directe de Djoser o que Nimaat-hap el va tenir a través d'un marit anterior.  L'egiptòleg alemany Gunter Dreyer va trobar els segells de Djoser a la tomba de Khasekhemui, suggerint a més que Djoser era el successor directe de Khasekhemwy i que va acabar la construcció de la tomba. 
El seu culte sembla haver estat encara actiu durant el regnat posterior de Snefru.
Hetephernebti s'identifica com una de les reines de Djoser en una sèrie d'esteles de límit del recinte de la Piràmide Esglaonada (ara en diversos museus) i un fragment de relleu d'un edifici d'Hermòpolis actualment al museu egipci de Torí. 
Inetkaes era la seva única filla coneguda pel seu nom. També hi va haver una tercera dona reial certificada durant el regnat de Djoser, però el seu nom és destruït. La relació entre Djoser i el seu successor, Sekhemkhet, no es coneix, i la data de la seva mort és incerta.

## Regnat

### Tercera Dinastia
Les terres de l'Alt i el Baix Egipte es van unir en un sol regne cap al 3150 aC, i el període posterior a la unificació de les corones va ser un període de prosperitat, marcat per l'inici de la Tercera Dinastia i el Regne Antic d'Egipte en 2686 aC. La justificació bàsica per separar els dos períodes és el canvi revolucionari en l'arquitectura acompanyat dels efectes sobre la societat egípcia i l'economia dels projectes de construcció a gran escala. La residència reial, va romandre a Ineb Hedj, el nom egipci de Memphis.
La identitat exacta del fundador de la dinastia és un tema de debat, a causa del caràcter fragmentari dels registres de l'època. Djoser és un dels principals candidats per al fundador de la Tercera Dinastia. Altres candidats són Nebka i Sanakht. Complicant encara més les coses hi ha la possibilitat que Nebka i Sanakht es refereixin a la mateixa persona.
L'egiptòleg Toby Wilkinson creu que el pes de les proves arqueològiques afavoreix a Djoser (Netjerikhet) com a successor de Khasekhemwy i, per tant, fundador de la Tercera Dinastia. Un segell de la tomba de Khasekhemwy a Abydos, en combinació amb un segell de mastaba K1 a Beit Khallaf datat del regnat de Djoser, uneix els dos faraons com a pare i fill respectivament. El segell d'Abydos anomena un 'Nimaat-hap' com la mare dels fills de Khasekhemwy, mentre que l'altre segell de Beit Khallaf anomena la mateixa persona com la mare del rei dual. A Shunet et-Zebib es troben més proves arqueològiques que uneixen els regnats dels dos faraons, que suggereixen que Djoser va supervisar l'enterrament del seu predecessor. Els vasos de pedra rituals trobats als llocs de les tombes – tomba de Khasekhemwy a Abydos i la tomba de Djoser a – dels dos faraons també semblen provenir de la mateixa col·lecció, ja que mostres d'ambdós llocs contenen imatges idèntiques del déu Min. Aquesta evidència arqueològica es complementa amb almenys una font històrica, la llista del rei de Saqqara, que anomena Djoser com el successor immediat de Beby – una lectura errònia de Khasekhemwy.
L'últim rei del període dinàstic primerenc no només va estar relacionat amb els dos primers reis de l'Antic Imperi, sinó que la "capital",

### Durada del regnat

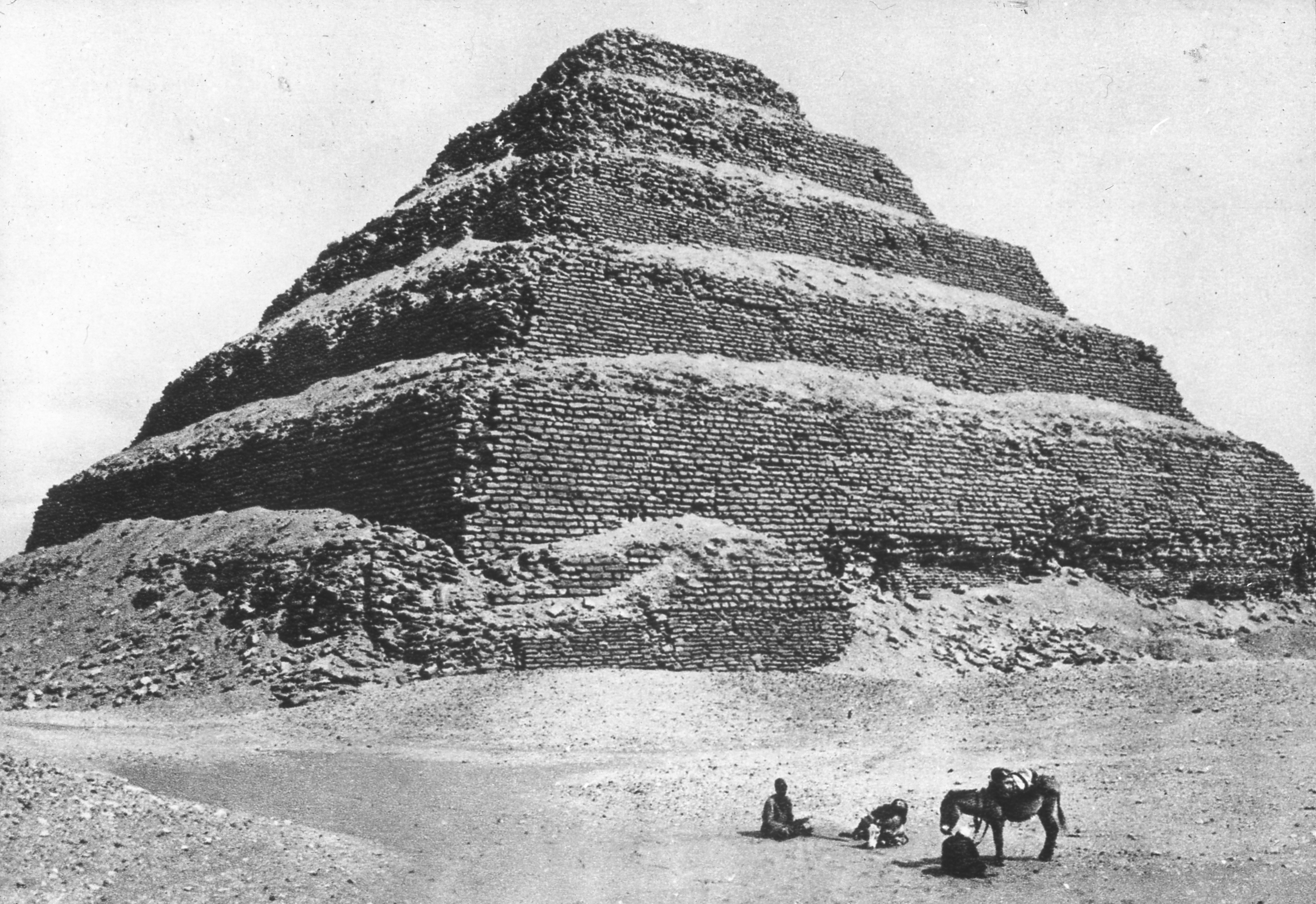
Piràmide esglaonada de Djoser, fotografia antiga

Manetho afirma que Djoser va governar Egipte durant vint-i-nou anys, mentre que la Llista del Rei de Torí afirma que només van ser dinou anys. A causa dels seus nombrosos projectes de construcció, especialment a Saqqara, alguns estudiosos argumenten que Djoser devia gaudir d'un regnat de gairebé tres dècades. La figura de Manetho sembla ser més precisa, segons l'anàlisi i reconstrucció de Wilkinson dels Royal Annals. Wilkinson reconstrueix els Annals donant a Djoser 28 anys complets o parcials, assenyalant que els recomptes de bestiar registrats al registre de pedra de Palerm V, i el fragment 1 del Caire, registre V, per al començament i el final del regnat de Djoser, molt probablement indicarien el seu regnat els anys 1-5 i 19-28. L’any de la coronació es conserva, seguit dels esdeveniments de l'any que reben els pilars bessons i s'estiren les cordes per a la fortalesa Qau-Netjerw («turons dels déus»). 

### Període de regnat
Diverses fonts proporcionen diverses dates per al regnat de Djoser. El professor d'història del Pròxim Orient antic Marc Van de Mieroop data el regnat de Djoser entre el 2686 aC i el 2648 aC. Els autors Joann Fletcher i Michael Rice daten el seu regnat des del 2667 aC fins al 2648 aC donant un període de regnat de 18 anys parcials o complets.  Rice afirma a més que Nebkha era el germà i predecessor de Djoser. L'escriptor Farid Atiya ofereix un període de regnat similar al de Fletcher i Rice, compensat per un sol any – del 2668 aC al 2649 aC.  Aquesta datació té el suport dels autors Rosalie i Charles Baker a Ancient Egypt: People of the Pyramids.  L'egiptòleg Abeer el-Shahawy en associació amb el Museu Egipci del Caire situa el regnat de Djoser al període de 2687 aC a 2668 aC durant 18 anys parcials o complets similars.  L'autor Margaret Bunson situa a Djoser com el segon governant de la Tercera Dinastia, i situa el seu regnat al període del 2630 aC al 2611 aC durant 19 anys de regnat parcial o complet.  En la seva cronologia, Djoser és precedit per Nebka com a Fundador de la Tercera Dinastia, regnant durant el període 2649 aC al 2630 aC.  Ella, com Rice, fa de Nebka germà de Djoser. 

### Expedicions militars

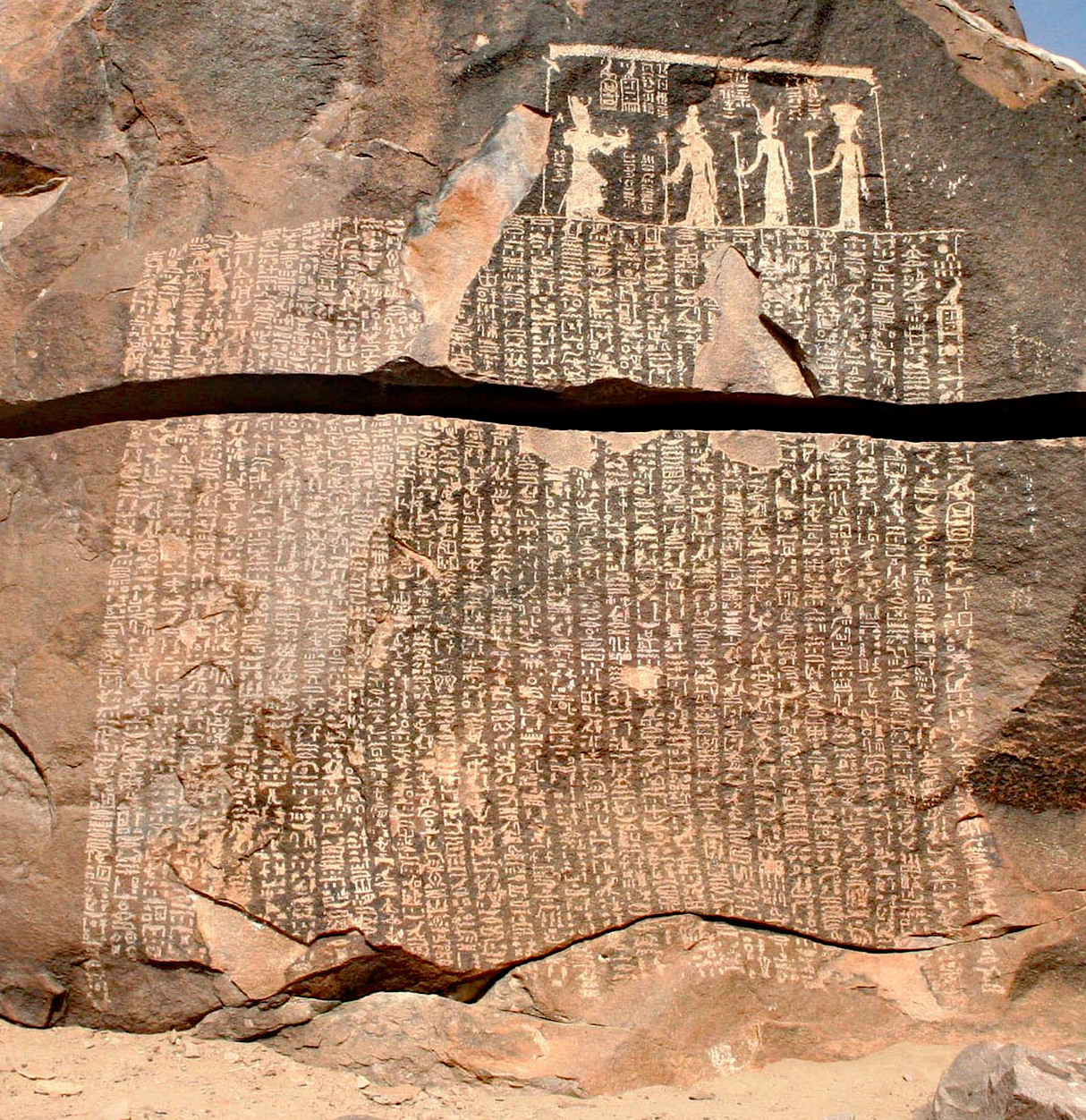
L'estela de la fam, esmentant Djoser.

Djoser va enviar diverses expedicions militars a la península del Sinaí, durant les quals els habitants locals van ser sotmesos. També hi va enviar expedicions per buscar minerals valuosos com ara turquesa i coure. Això se sap per les inscripcions trobades al desert, de vegades mostrant la bandera de Set al costat dels símbols d’Horus, com havia estat més comú sota Khasekhemwy. El Sinaí també era estratègicament important entre la vall del Nil i Àsia.

### Projectes de construcció
El seu monument més famós va ser la seva piràmide esglaonada, que va suposar la construcció de diverses tombes de mastaba una sobre l'altra.  Aquestes formes eventualment conduirien a la tomba de piràmide estàndard en el posterior Imperi Antic. Manetó, molts segles més tard, al·ludeix als avenços arquitectònics d'aquest regnat, esmentant que Tosorthros va descobrir com construir amb pedra tallada, a més de ser recordat com el metge Asclepi, i per introduir algunes reformes en el sistema d'escriptura. Els estudiosos moderns pensen que Manetó va atribuir originalment (o volia atribuir) aquestes gestes a Imuthes, que més tard va ser divinitzat com Esculapi pels grecs i romans, i que correspon a Imhotep, el famós ministre de Djoser que va dissenyar la construcció de la piràmide esglaonada.
Alguns relleus fragmentaris trobats a Heliòpolis i Gebelein esmenten el nom de Djoser i suggereixen que va encarregar projectes de construcció en aquestes ciutats. A més, podria haver fixat el límit sud del seu regne a la Primera Cataracta. Una inscripció coneguda com l’Estela de la fam i que afirma que data del regnat de Djoser, però probablement creada durant la dinastia ptolemaica, relata com Djoser va reconstruir el temple de Cnum a l'illa d’Elefantina a la Primera Cataracta, posant així fi a una fam de set anys a Egipte. Alguns consideren aquesta antiga inscripció com una llegenda en el moment en què es va inscriure. No obstant això, sí que demostra que més de dos mil·lennis després del seu regnat, els egipcis encara recordaven Djoser.
Tot i que sembla que va començar una tomba inacabada a Abydos (Alt Egipte), Djoser va ser finalment enterrat a la seva piràmide a Saqqara al Baix Egipte. Atès que Khasekhemwy, un faraó de la 2a dinastia, va ser l'últim faraó enterrat a Abydos, alguns egiptòlegs dedueixen que el canvi a una capital més al nord es va completar durant l'època de Djoser.

## Djoser i Imhotep
Un dels contemporanis més famosos del rei Djoser va ser el seu Djati «cap de la drassana reial» i «supervisor de tots els treballs de pedra», Imhotep. Imhotep va supervisar projectes de construcció de pedra com les tombes del rei Djoser i el rei Sekhemkhet. És possible que Imhotep hagi estat esmentat al també famós Papir Westcar, en una història anomenada Quèops i els mags. Però com que el papir està molt malmès al principi, avui es perd el nom d'Imhotep. Un papir de l'antic temple egipci de Tebtunis, que data del segle ii, conserva una llarga història en l'escriptura demòtica sobre Djoser i Imhotep. En temps de Djoser, Imhotep va tenir tanta importància i fama que va ser honrat en ser esmentat a les estàtues del rei Djoser a la seva necròpolis de Saqqara.

## Tradició medieval
L'historiador egipci An-Nuwayrí (1279 – 1333) va descriure Djoser com un rei que era un savi governant d'Egipte i va afirmar que els coptes feien una festa en honor seu anomenada festa de la vinya. Al-Nuwayri també va visitar la tomba sud del complex de piràmides de Djoser a Saqqara, identificant-la com la tomba de Zosara i descrivint una volta decorada amb lapislàtzuli, així com un gran pati amb una gran porta de granit inscrita amb 30 línies de jeroglífics.
L'egiptòleg Okasha El-Daly va assenyalar que «les novel·les demòtiques dels antics governants egipcis com Zoser, Inaros i Nectabeu II també es van fer populars a les fonts àrabs medievals, que els mostren com a herois, amb els seus noms i fets ben reconeguts pels escriptors».

## Tomba

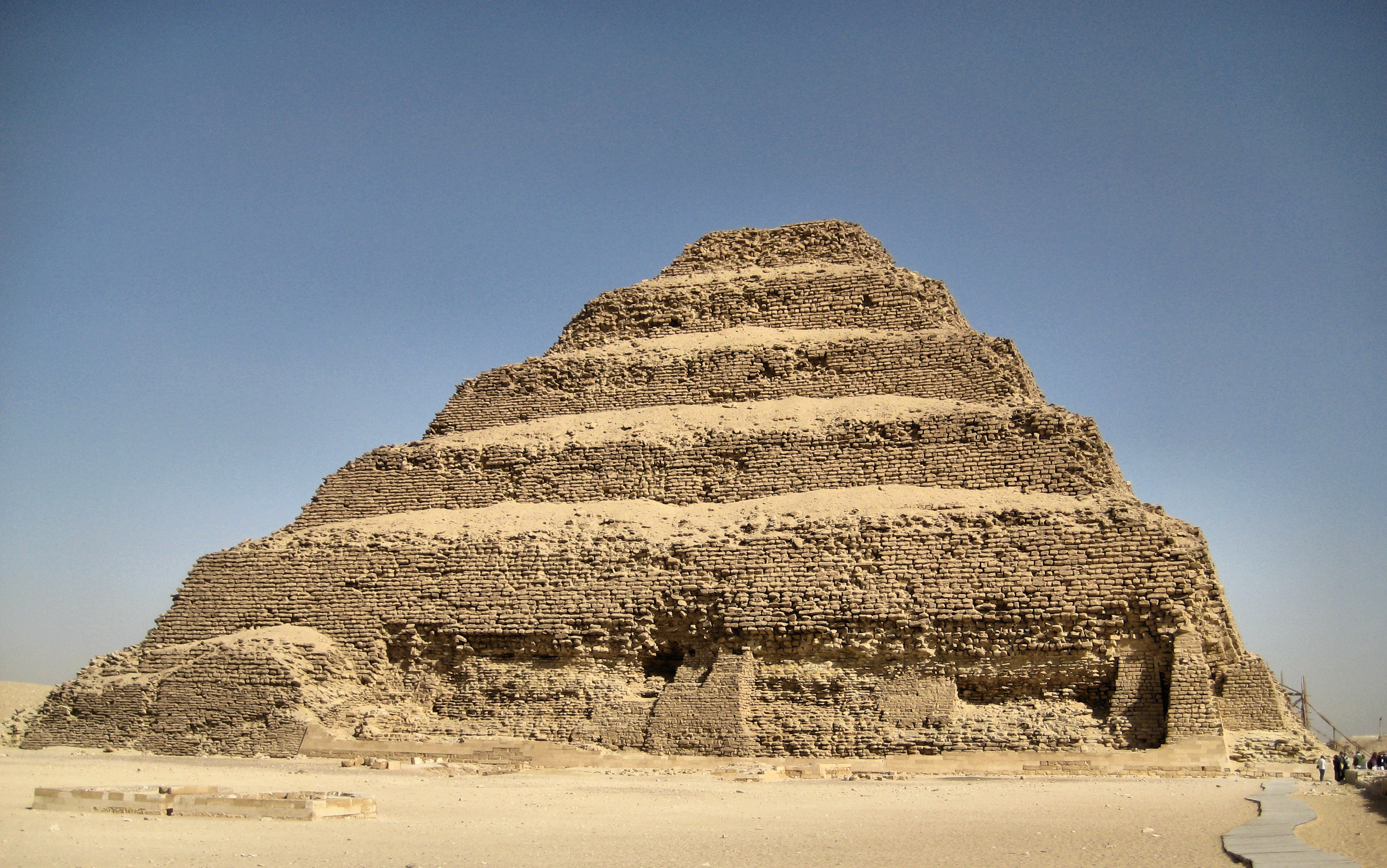
Piràmide esglaonada de Djoser a Saqqara, Egipte

Djoser va ser enterrat a la seva famosa piràmide esglaonada a Saqqara. Aquesta piràmide es va construir originalment com una mastaba gairebé quadrada, però després cinc mastabes més es van apilar literalment una sobre l'altra, cadascuna més petita que l'anterior, fins que el monument es va convertir en la primera piràmide esglaonada d'Egipte. El supervisor de les construccions de l'edifici era el gran sacerdot lector Imhotep.

### La piràmide
La piràmide esglaonada està feta de pedra calcària. És massiva i només conté un estret passadís que condueix al mig del monument, que acaba en una cambra rugosa on s'amagava l'entrada al pou de la tomba. Aquesta construcció interior es va omplir més tard de runes, perquè ja no servia de res. La piràmide feia 62 metres d'alçada i tenia una mesura de base de 125 × 109 metres. Estava ben cobert de pedra calcària blanca, finament polida. 

### Estructura subterrània

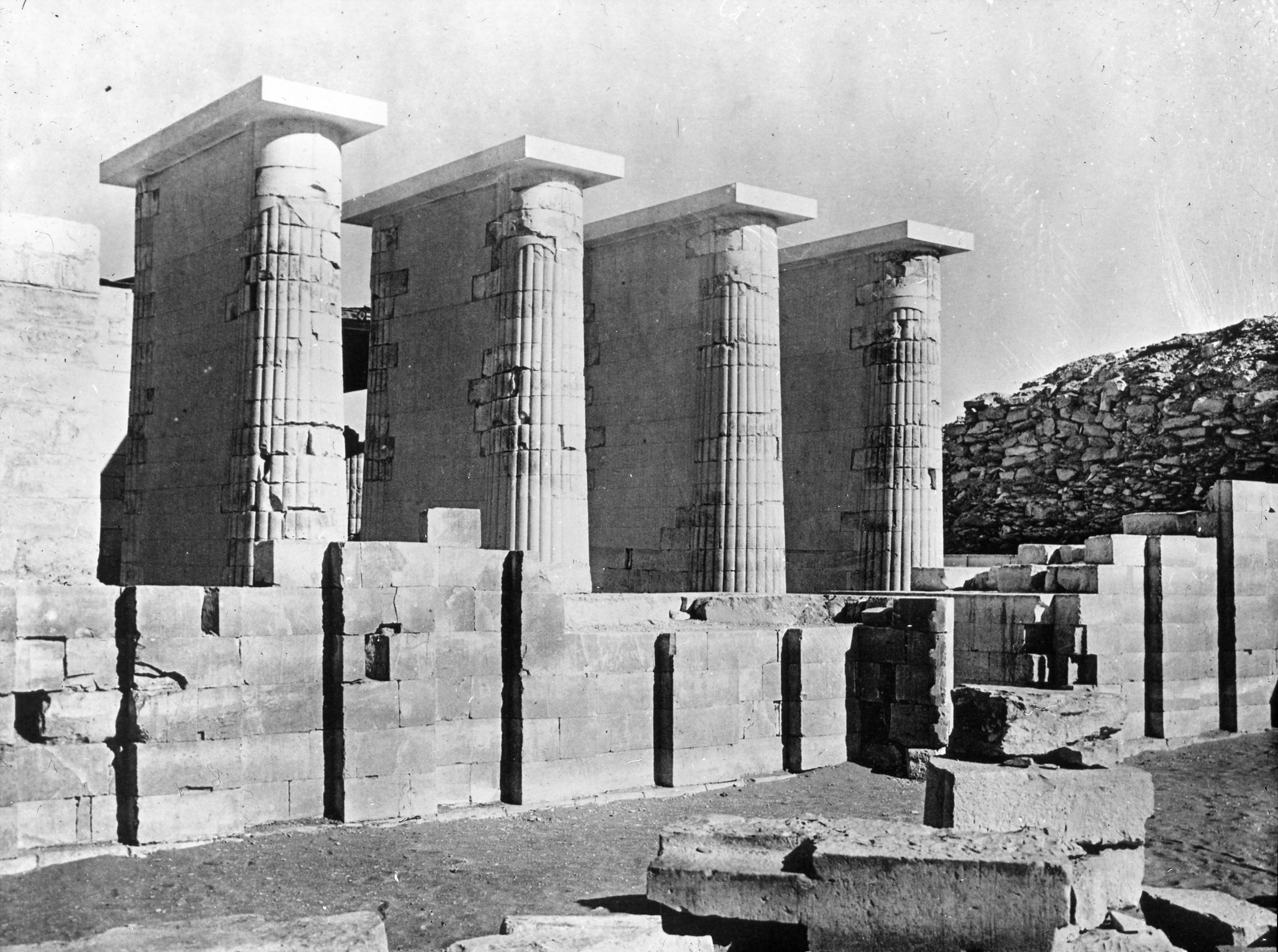
Columnata oest de la necròpolis de Djoser

Sota la piràmide esglaonada, es va excavar un gran laberint de llargs passadissos i cambres. La cambra funerària es troba enmig del complex subterrani; un pou de 28 metres de profunditat que condueix directament des de la superfície fins a la cambra funerària. L'entrada del pou estava segellada amb una pedra de tap amb un pes de 3,5 tones. El laberint funerari subterrani conté quatre galeries de revistes, cadascuna apuntant directament a una direcció cardinal. La galeria oriental contenia tres relleus de pedra calcària que representaven el rei Djoser durant la celebració de l'Heb Sed (festa del rejoveniment). Els murs al voltant i entre aquests relleus estaven decorats amb rajoles de faisa blavosa. Es pensava que imitaven estores de canya, com una al·lusió a les aigües mitològiques del submón. Les altres galeries van quedar inacabades.
Al costat oriental de la piràmide, molt a prop de les cambres blaves, onze eixos funeraris condueixen recte cap avall durant 30-32 metres, i després es desvien en angle recte cap a l'oest. Els eixos I–V es van utilitzar per als enterraments dels membres de la família reial; els pous VI–XI es van utilitzar com a tombes simbòliques per als aixovars dels avantpassats reials de les dinasties I–II. En aquestes galeries es van trobar més de 40.000 recipients, bols i gerros fets amb pedres de diversos tipus. Els noms reials com els dels reis Den, Semerkhet, Ninetjer i Sekhemib van ser incisos als pots. Ara es creu que Djoser va restaurar una vegada les tombes originals dels avantpassats, i després va segellar els objectes funeraris a les galeries per intentar salvar-los.

### Estàtua de Serdab de Djoser

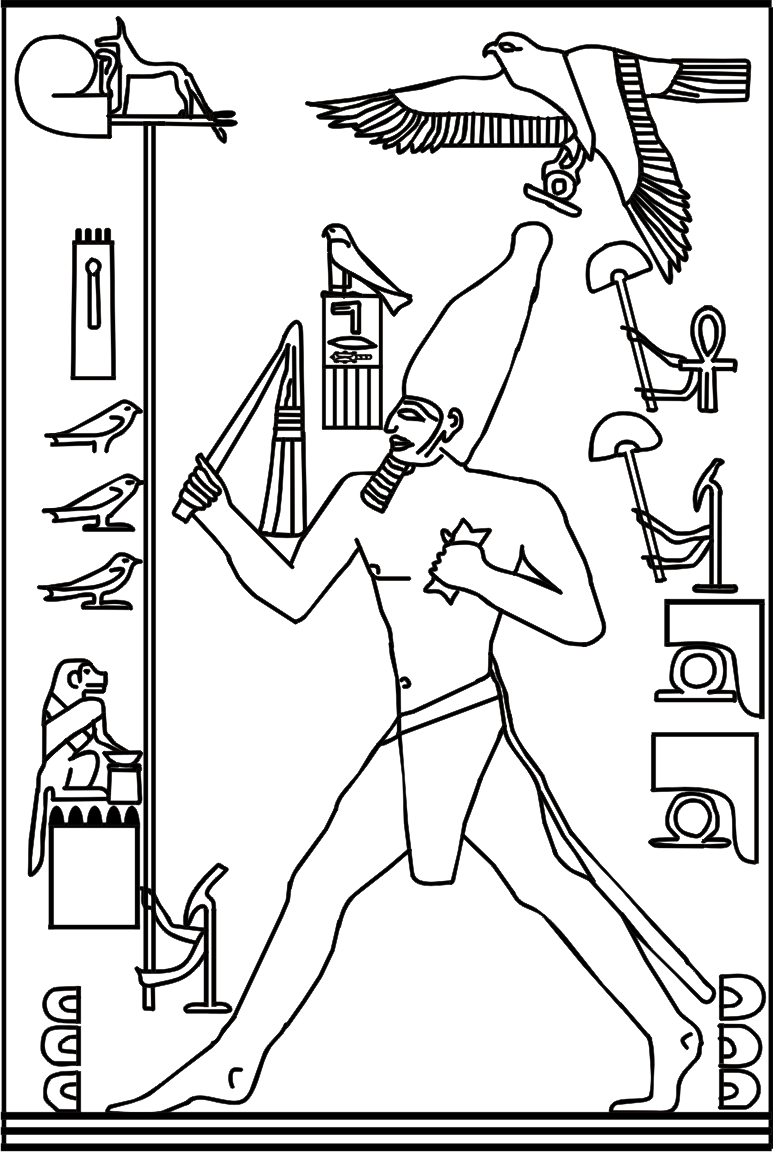
El rei Djoser corrent per a la celebració de Heb Sed (relleu de les galeries subterrànies)

L'estàtua de Djoser està emmurallada al serdab. L'objectiu principal de l'estàtua era permetre que el rei es manifestés i pogués veure els rituals realitzats dins i fora del serdab. Aquesta estàtua pintada està arrebossada i feta de pedra calcària. Cada característica de l'estàtua representa alguna cosa, la perruca tripartida estriada que porta l'assimila al món viu com un rei mort. El drap del cap ratllat que cobreix la perruca s'utilitzava per cobrir tot el seu cabell. Aquest era un ritual que van començar a ser utilitzats pels reis de la IV dinastia. El cos està embolicat sota una túnica llarga, se li col·loquen les mans d'una manera específica. El seu braç dret es mostra horitzontalment al pit mentre el seu braç esquerre es recolza a la cuixa. La col·locació dels seus braços és una semblança al seient de Khasekhem. {Sfn|Robins|2014|p=44}}  Una de les representacions més antigues dels nou arcs, i la primera representació dels nou arcs completament desenvolupades, es troba a l'estàtua assegut del faraó Djoser. Els seus peus descansen sobre part dels nou arcs, que potser es referien als nubians durant el seu regnat a causa del seu ús d'arcs i fletxes. 

### Complex funerari

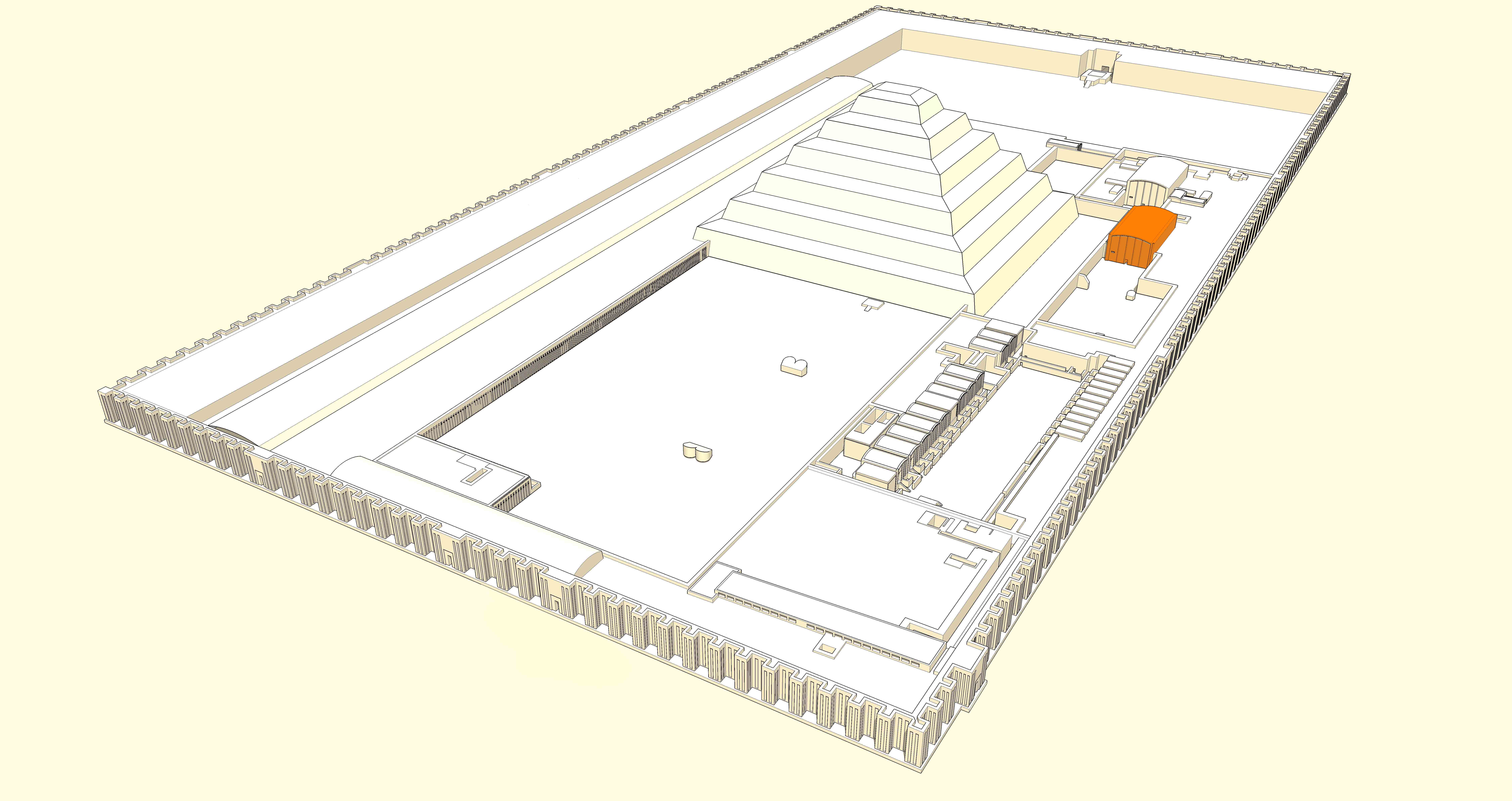
Vista aèria del complex funerari del rei Djoser

El conjunt funerari és el primer projecte arquitectònic que es va construir totalment en pedra. Aquest complex tenia catorze entrades però només una era funcional. Està format per la Gran Cort Sud i la Cort Nord d'Heb sed amb la piràmide esglaonada de Djoser al centre. El conjunt està tancat per un mur de pedra de 10,5 metres d'alçada, anomenat mur de tancament. Juntament amb les corts principals hi ha una entrada de la columnata coberta situada dins del pati sud i una cambra de Serdab que conté l'estàtua asseguda del rei Djoser. 

## Inscripcions
Del seu regne, es coneixen uns quants alts dignataris dels quals s'han trobat inscripcions a Saqqara i a l'Alt Egipte. El més conegut és Imhotep, considerat el primer arquitecte conegut, inventor i constructor de la piràmide esglaonada, i canceller del regne (que fou deïficat més tard pels seus avenços en medicina). El que en dona més informació és Hesira.
La seva obra principal és el complex funerari culminat per la piràmide esglaonada. Fou excavat principalment per Segato, Perring, Brugsch, Lepsius, Firth, Quibell i Lauer. El monument és una ofrena funerària al rei difunt. El complex té una paret que l'envolta, que sembla la paret d'un palau, a l'estil dels fortins de Hieracòmpolis. La piràmide té sis esglaons.
Només es coneix de moment un bol que porti el serekh d'Horus Netjerikhet. Uns relleus del complex el mostren celebrant rituals envoltat de símbols màgics i geogràfics i jeroglífics que no poden ser interpretats. Uns altres relleus del rei han estat trobats a Horbeit (Shednu, capital del nomós XI del Baix Egipte). A les ruïnes del temple d'Heliòpolis, es van trobar unes plaques de pedra amb els noms d'Intkaes i Hotephernebti que, junt amb una tercera, apareixen prop del rei i són esmentades com a filla (Sat Nesut) i dona Wrt Hts/Maa Hrw. Una altra dona, de nom possiblement Njankh-Hathor, podria ser la mare Njmaathapi.
Una inscripció del període ptolemaic a l'illa Sehel representa també el faraó pregant a la tríada de déus del lloc, amb Knum al capdavant. Aquí és anomenat pels seus dos noms principals, Netjerikhet (o Netherihet) i Djoser. Un gravat en pedra més anterior (el nou Regne) esmentava el nom de Djoser, però no el de Netjerikhet, que potser fou el nom de naixença. Un altre monument, l'estàtua de Sesostris II, té un cartutx del rei a la base.
També va deixar inscripcions a Maghara, al Sinaí (on hi ha inscripcions també de Sekhemkhet, Sanakht i reis posteriors).
La pedra de Palerm esmenta els cinc primers anys de regnat (la resta està deteriorada):
- Any I: apareix el rei de l'Alt Egipte i del Baix Egipte, unió de les dues terres; carrera a la paret al voltant del recinte.
- Any II: apareix el rei de l'Alt i Baix Egipte; pas dels ibs del rei de l'Alt Egipte pels dos snti o snuti (pilars o esteles).
- Any III: seguidors d'Horus; naixement de l'estàtua de Min.
- Any IV: apareix el rei de l'Alt i Baix Egipte i estira les cordes (participa en el festival) pel Qbh Ntrw; fundació del recinte oriental.
- Any V: Shemsu Hor; Dj.....(festa de Djet?).

El segell de Djoser ha estat trobat, a part de les mastabes K1, K2, K3, K4 i K5 on se n'han trobat 16, 1, 3, 1 i 8, a Shunet ez- Zebib (Abidos), a Maghara, a les mastabes de Mereri a Saqqara (1 a la S3518, 1 a la S2305 i 1 a la tomba S2405 d'Heisra) i a la piràmide esglaonada de Sekhemkhet. A la tomba de Khasekhemui, també es van trobar i això es va interpretar com que Djoser va dirigir les cerimònies funeràries pel seu pare (?) Khasekhemui.
El seu regne va tenir una durada, segons Manethó, de 16 anys. Si el papir de Torí l'esmenta com a Djoserti, parla de 19 anys. Ambdues semblarien durades curtes per a tanta obra.
Semblava que les seves restes havien estat identificades, però la prova del carboni 14, de moment, deixa aquesta possibilitat en dubte. Els egiptòlegs, encara que les proves demostressin que es tracta de restes del període de la dinastia III, ja no creuen que puguin pertànyer a Djoser.